# ビターチョコ・バレンタイン
「ビターチョコ・バレンタイン」は、愛乙女★DOLLの2枚目のインディーシングル。2013年2月5日にアクアルナ・エンターテイメントから発売された。

## 概要
前作「GO!! MY WISH!!/LOVE&PEACE/君とゆびきり」から約5ヶ月半ぶり、都築かな、ハルナ、佐野友里子加入後初となる2013年第1弾シングル。
表題曲「ビターチョコ・バレンタイン」は青SHUN学園学園長（プロデューサー）SHUNの書き下ろし曲で、2012年12月2日に新宿MARZで行われた『愛迫みゆバースデーライブ2012』にて初お披露目。同曲はテレビ埼玉「ウタ娘」オープニングテーマに起用された。

## 収録曲
1. ビターチョコ・バレンタイン
作詞・作曲：SHUN
編曲：SHUN、Monotone
2. エアプレーン
作詞・作曲・編曲：芳川よしの
3. ビターチョコ・バレンタイン(Instrumental)
4. エアプレーン(Instrumental)